# バルコム (大阪府の企業)
株式会社バルコム（英称：VALCOM CO.,LTD.）は、大阪府豊中市に本社を置く日本の圧力・荷重計測器／表示器の専門メーカーである。
圧力センサ、センサ一体型デジタル圧力計、圧力スイッチ、ロードセル、各種指示計などの計測器／表示器メーカーであり、主に工業用の圧力・荷重の関連製品を開発・生産・販売している。

## 沿革
- 1984年 - 神戸市兵庫区にて株式会社バルコム設立、圧力センサ、表示器の製造販売を開始
- 1985年 - 大阪府豊中市利倉に本社・工場・営業所の統一移転
- 1986年 - アンプ内蔵圧力センサの製造・販売を開始
- 1987年 - 大阪府豊中市箕輪に本社・工場を移転
- 1988年 - ロードセルの販売開始
- 1991年 - 大阪府豊中市箕輪に本社工場建設
- 1993年 - 横浜市神奈川区に関東営業所開設
- 1995年 - NOKグループとして活動開始[3]
- 1999年 - 名古屋市名東区に東海営業所を開設
- 2000年 - サニタリ用途向け圧力センサの製造・販売を開始
- 2002年 - 大阪府豊中市箕輪に新本社・工場を建設
- 2005年 - ISO14001本社・工場において取得
- 2007年 - NOKグループ内のグループ再編成に伴いイーグル工業グループへ
- 2014年
  - 本社・工場敷地内に技術厚生棟を建設
  - 関東営業所を横浜市神奈川区内にて移転
- 2015年 - 小口径のサニタリセンサ15Aヘルールの製造・販売を開始
- 2017年
  - ISO14001認証は、イーグル工業の1部門としての取得に変更
  - 名古屋市名東区内にて東海営業所を移転
  - 温度計測機能付サニタリ圧力計の製造・販売を開始
- 2018年 - 大阪府守口市に守口工場開設
- 2019年 - 福岡市博多区に九州営業所開設
- 2021年 - ISO17025（JCSS）認定取得
- 2024年 - 大阪市中央区に関西営業所を移転開設

## 主力製品
- 圧力センサ（圧力トランスミッタ、圧力トランスデューサ）
- 圧力スイッチ
- デジタル圧力計（圧力センサとデジタル表示器の一体型）
- ロードセル（ロードボタン型、シャーウェブ型、S型、シングルポイントほか）
- 封入液無しサニタリ用圧力計測器（圧力トランスミッタ、デジタル圧力計、差圧計、電池式デジタル圧力計）
- 指示計（各種デジタルパネルメータ、ストレインゲージメータ）

## 主な事業所所在地
- 本社・工場・海外営業課 - 大阪府豊中市箕輪3-7-25
- 関西営業所 - 大阪市中央区博労町3丁目3-7 ビル博丈6階A号
- 関東営業所 - 横浜市神奈川区西神奈川1-13-12 西神奈川アーバンビル3F
- 東海営業所 - 名古屋市名東区社口1-1001
- 九州営業所 - 福岡市博多区東比恵2-20-25 東比恵ビル7F

## 外部認証
- ISO17025
- ISO14001（イーグル工業の1部門として認証）

## 関連会社
イーグル工業株式会社